# Karō
Karō (家老) és el nom que es donava als samurai de major rang que servien com a oficials de les forces armades o assessors del dàimio en el Japó feudal. Durant el període Edo la política de sankin kōtai requeria que cada dàimio tingués un karo en Edo i un altre en el seu propi han o domini feudal. El karō en el han era anomenat jodai karō (城代), mentre que el karō en Edo era anomenat Edo karō (江戸家老).